# Rolf-Schock-Preis
Die Rolf-Schock-Preise werden seit 1993 in wechselnden Abständen von ein bis drei Jahren, zuletzt alle zwei Jahre von der Königlich Schwedischen Akademie der Künste, der Königlich Schwedischen Musikakademie und der Königlich Schwedischen Akademie der Wissenschaften in Stockholm an internationale Wissenschaftler und Künstler in den Bereichen Mathematik, Philosophie, Bildende Kunst und Musik verliehen. Sie sind (Stand 2024) jeweils mit 600.000 Schwedischen Kronen dotiert und werden von der Rolf-Schock-Stiftung getragen. Benannt sind sie nach dem schwedischen Philosophen und Logiker Rolf Schock, der 1986 verstarb.

## Preisträger
| Jahr | Mathematik                        | Philosophie                                                          | Bildende Kunst                                     | Musik                                 |
| ---- | --------------------------------- | -------------------------------------------------------------------- | -------------------------------------------------- | ------------------------------------- |
| 1993 | Elias Stein (USA)                 | Willard Van Orman Quine (USA)                                        | Rafael Moneo (Spanien)                             | Ingvar Lidholm (Schweden)             |
| 1995 | Andrew Wiles (USA)                | Michael Dummett (Vereinigtes Königreich)                             | Claes Oldenburg (USA)                              | György Ligeti (Österreich)            |
| 1997 | Mikio Satō (Japan)                | Dana Scott (USA)                                                     | Torsten Andersson (Schweden)                       | Jorma Panula (Finnland)               |
| 1999 | Yuri Manin (Ukraine/Deutschland)  | John Rawls (USA)                                                     | Jacques Herzog und Pierre de Meuron (Schweiz)      | Kronos Quartet (USA)                  |
| 2001 | Elliott H. Lieb (USA)             | Saul Kripke (USA)                                                    | Giuseppe Penone (Italien)                          | Kaija Saariaho (Finnland)             |
| 2003 | Richard P. Stanley (USA)          | Solomon Feferman (USA)                                               | Susan Rothenberg (USA)                             | Anne Sofie von Otter (Schweden)       |
| 2005 | Luis Caffarelli (Argentinien/USA) | Jaakko Hintikka (Finnland)                                           | Kazuyo Sejima und Ryue Nishizawa (Japan)           | Mauricio Kagel (Deutschland)          |
| 2008 | Endre Szemerédi (Ungarn/USA)      | Thomas Nagel (Jugoslawien/USA)                                       | Mona Hatoum (Libanon/Vereinigtes Königreich)       | Gidon Kremer (Lettland)               |
| 2011 | Michael Aschbacher (USA)          | Hilary Putnam (USA)                                                  | Marlene Dumas (Südafrika/Niederlande)              | Andrew Manze (Vereinigtes Königreich) |
| 2014 | Yitang Zhang (China/USA)          | Derek Parfit (Vereinigtes Königreich)                                | Anne Lacaton und Jean-Philippe Vassal (Frankreich) | Herbert Blomstedt (Schweden)          |
| 2017 | Richard Schoen (USA)              | Ruth Millikan (USA)                                                  | Doris Salcedo (Kolumbien)                          | Wayne Shorter (USA)                   |
| 2018 | Ronald Coifman (USA)              | Saharon Shelah (Israel)                                              | Andrea Branzi (Italien)                            | Barbara Hannigan (Kanada)             |
| 2020 | Nikolai G. Makarow (Russland/USA) | Dag Prawitz und Per Martin-Löf (Schweden)                            | Francis Alÿs (Belgien)                             | György Kurtág (Ungarn)                |
| 2022 | Jonathan S. Pila (Australien/UK)  | David Kaplan (USA)                                                   | Rem Koolhaas (Niederlande)                         | Víkingur Ólafsson (Island)            |
| 2024 | Lai-Sang Young (USA)              | Hans Kamp (Niederlande/Deutschland) und Irene Heim (Deutschland/USA) | Steve McQueen (Vereinigtes Königreich)             | Oumou Sangaré (Mali)                  |